# Dichostatoides biflavoplagiatus
Dichostatoides biflavoplagiatus là một loài bọ cánh cứng trong họ Cerambycidae.